# ایستگاه مخابره املی مور
ایستگاه مخابره املی مور (به انگلیسی: Emley Moor transmitting station) برجی است که در شهر کیرکلیز، یورکشر غربی، کشور انگلستان قرار دارد. این برج ۳۳۰ متر ارتفاع دارد.